# 莱茵河-罗讷河高速铁路

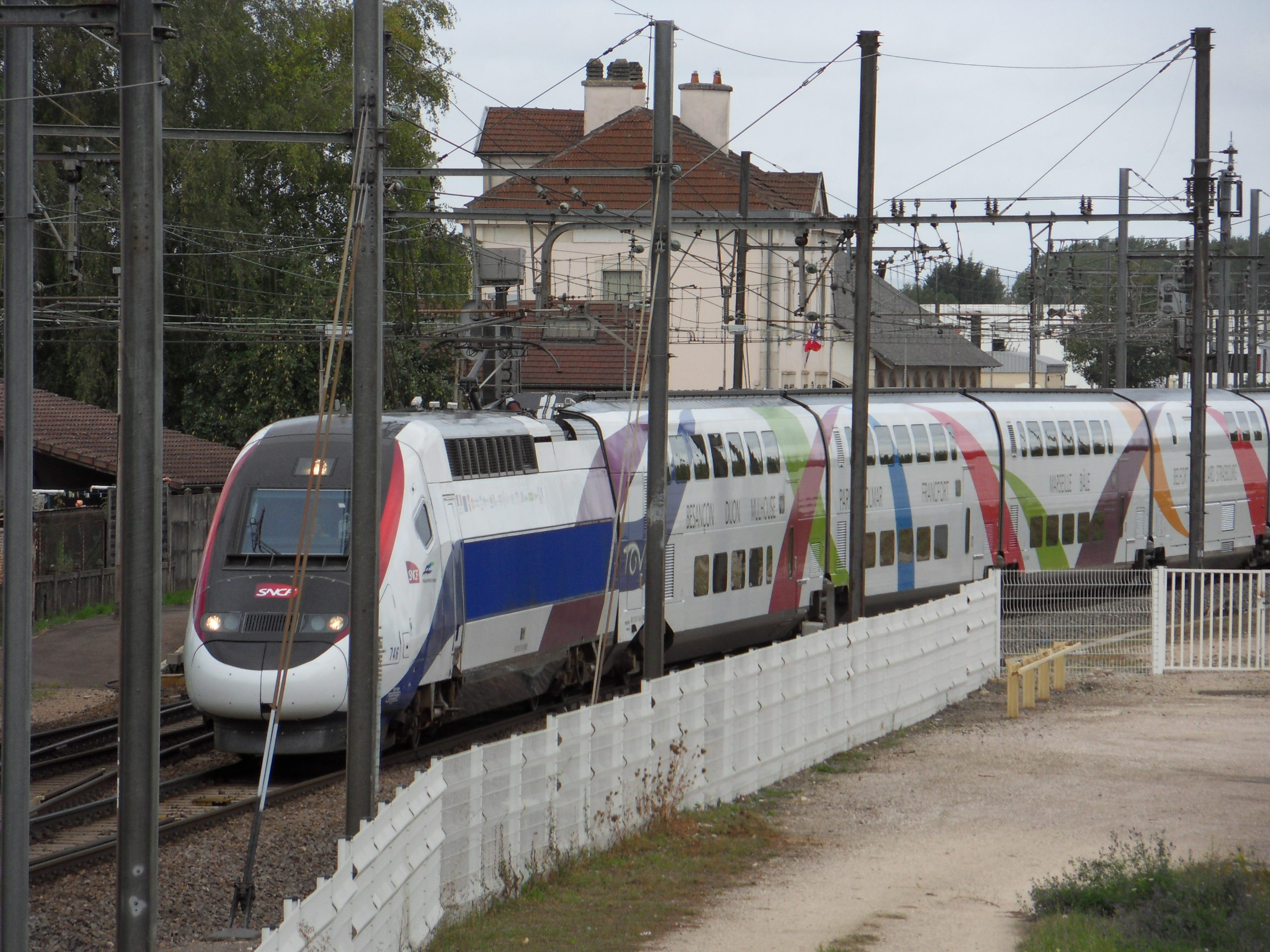
試車列車（上有時任總統薩爾科齊）

萊茵河-羅訥河高速鐵路（法語：LGV Rhin-Rhône）是法國高速鐵路線，是法國首條地方高鐵而不是巴黎至地方的高鐵，但仍有部分來往巴黎的列車在此線上運行。第一期於2011年12月11日通車。第二期工程原先預計於2014年開工，不過仍未有資金推進。
完工後，萊茵河-羅訥河高速鐵路將有三條支線：
- 東支線，全長190公里，從靠近第戎的讓利斯至靠近米盧斯的呂特巴克，當中140公里已建成
- 西支線，橫穿第戎，近蒙巴爾接上東南高速鐵路並連接巴黎和第戎
- 南支線由第戎至里昂

後兩條支線的工程以及東支線的第二期工程仍未有足夠資金啟動。
南支線呈南北走向，將可有利於連接德國、瑞士北部以及法國東部，並將索恩河、羅訥河的河谷與地中海弧乃至加泰隆尼亞連接起來。東支線和西支線呈東西走向，將倫敦、布魯塞爾、里爾及巴黎與勃艮第、弗朗什-孔泰、阿爾薩斯南部、巴登-符騰堡州南部和瑞士連接起來。
第戎以南的佩里尼將建設聯絡線以服務TGV和貨運列車。Auxon站將以鐵路連接至貝桑松維奧特站，並可供通勤列車使用。
官方預計每年將有1200萬名乘客使用此線。

## 设站
- 贝桑松-弗朗什-孔泰TGV站
- 贝尔福-蒙贝利亚尔TGV站